# Битка код Бонари прелаза
Битка код Бонари прелаза (Јап.:母成峠の戦い) била је једна од битака у Бошин рату која се одиграла 6. октобра 1868. године.Ова битка претходила је Бици за Аизу и била је битна за приступ снага царске војске према противничком округу.

## О сукобу
У бици је учествовао велики број Аизу ратника и Северне алијансе као и око 700 различитих јединица верних шогунату као што су Деншутаи и Шинсенгуми (који су предводили Отори Кеисуке и Хиџиката Тошизо), док је супротна страна бројала око 2000 трупа. Бројно надмоћнија царска војска врло брзо је савладала војску шогуната који су се повукли на север у град Сендаи, где их је флота Еномота Такеакија евакуисала до Езо-а (садашњег острва Хокаидо). На тај начин се евакуисао само одређени број јединица од које ће настати војна снага државе Езо, док су за собом оставили трупе округа Аизу који су, бранећи матични округ, решили да остану и спрече даље продирање непријатељске војске.
Ову битку је округ Аизу изгубио а три дана касније царска војска долази до замка Вакамацу. Од тог тренутка започиње битка за Аизу која ће се завршити предајом замка од стране Мацудаире Катаморија након договора са противничком војском.